# Aeroportul El Gora
Aeroportul El Gora (IATA: EGH, ICAO: HEGR) este un aeroport din Shamal Sina', Egipt ce deservește zona El Gorah⁠(d).
Situat la o altitudine de 95 m, aeroportul dispune de o singură pistă.